# Amonherkhopsef (VI. Ramszesz fia)
Amonherkhopsef (ỉmn-ḥr-ḫpš=f; „Ámon az ő erős karjával van”) ókori egyiptomi herceg volt a XX. dinasztia idején, VI. Ramszesz fáraó és Nubheszbed királyné fia.
Még apja előtt meghalt, és Tauszert fáraónő újrahasznosított szarkofágjában temették el, az eredetileg Bay kancellár számára készült sír, a Királyok völgye 13 egy utólag kialakított mellékkamrájába.